# Alexandru Giura
Alexandru Giura (11 de febrero de 1957) es un deportista rumano que compitió en piragüismo en la modalidad de aguas tranquilas. Ganó una medalla de plata en el Campeonato Mundial de Piragüismo de 1978 en la prueba de K4 1000 m.
Participó en los Juegos Olímpicos de Moscú 1980, donde finalizó cuarto en la prueba de K2 1000 m y sexto en la prueba de K2 500 m.

## Palmarés internacional
| Campeonato Mundial | Campeonato Mundial    | Campeonato Mundial | Campeonato Mundial |
| Año                | Lugar                 | Medalla            | Evento             |
| ------------------ | --------------------- | ------------------ | ------------------ |
| 1978               | Belgrado (Yugoslavia) | Medalla de plata   | K4 1000 m          |